# Aiud
Aiud ( aˈjud ?; latin: Brucla, ungarsk: Nagyenyed, tysk: Straßburg am Mieresch) er en by i Transsylvanien i Rumænien. Byen har 21.307 (2021) indbyggere.
Den har status af kommune og er den næststørste by i distriktet Alba efter distriktets hovedby Alba Iulia. Byen har sit navn i sidste ende fra Sankt Egidius (Aegidius), som den første kirke i byen blev dedikeret til, da den blev bygget.

## Klima
Aiud har et fugtigt fastlandsklima (Cfb i Köppens klimaklassifikation). Byen ligger i Aiud-floddalen (biflod til Mureș, som den løber ud i, i Aiud) og har derfor et bjergklima. Den har et karakteristisk transsylvanisk kontinentalt tempereret klima.